# Juan Ignacio Molinelli
Juan Ignacio Molinelli (Mar del Plata, Argentina, 10 de mayo de 1986) es un futbolista argentino Juega como delantero en Leones Negros de la Universidad de Guadalajara de la Liga de Ascenso de México.

## Clubes
| Club                                           | País      | Año           |
| ---------------------------------------------- | --------- | ------------- |
| Club Atlético Independiente(Mar del Plata)     | Argentina | 2003-2004     |
| Club Cadetes San Martín                        | Argentina | 2005          |
| Club Quilmes (Mar del Plata)                   | Argentina | 2006-2007     |
| Club Once Unidos                               | Argentina | 2008          |
| Club San Isidro                                | Argentina | 2009          |
| Club Atlético Alvarado                         | Argentina | 2010          |
| Club Atlético General Urquiza                  | Argentina | 2011          |
| Leones Negros de la Universidad de Guadalajara | México    | 2012-presente |

- Datos: Q5950029